# Кулатов Турабай Кулатович
Турабай Кулатович Кулатов (кирг. Төрөбай Кулатов; 10 січня 1908, село Кизил-Булак, тепер Ноокатського району Ошської області, Киргизстан — 19 лютого 1984, місто Фрунзе, тепер місто Бішкек, Киргизстан) — киргизький радянський державний і партійний діяч, голова Ради народних комісарів Киргизької РСР у 1938—1945 роках, голова Президії Верховної ради Киргизької РСР у 1945—1978 роках. Член Бюро ЦК КП Киргизії в 1938—1978 роках. Член Центральної Ревізійної комісії КПРС у 1939—1981 роках. Депутат Верховної Ради СРСР 1—9-го скликань, заступник голови Президії Верховної Ради СРСР у 1946—1978 роках.

## Життєпис
Народився в бідній селянській родині. З дев'яти до шістнадцяти років наймитував у заможних селян, потім працював робітником на будівництві залізниці Кувасай — Кизил-Кія. Від 1926 року працював вантажником, а потім вибійником на шахті № 4 в Кизил-Кії.
Член ВКП(б) з 1932 року.
У 1934—1936 роках — голова рудного комітету Спілки вугільників шахти «Жал» селища Кизил-Кія Киргизької АРСР. У 1936 році був слухачем Кизил-Кійської вечірньої школи радянського і партійного будівництва при Ошському окружному комітеті ВКП(б).
З 1936 по 1937 рік працював вибійником, а в 1937—1938 роках — партійним організатором ЦК ВКП(б) шахти «Жал» селища Кизил-Кія Киргизької АРСР.
1938 року призначений на посаду заступника голови виконавчого комітету Кизил-Кійської селищної ради.
У 1938 році — заступник керуючого тресту «Киргизвугілля».
20 липня 1938 — 14 листопада 1945 року — голова Ради народних комісарів Киргизької РСР. 
14 листопада 1945 — 25 серпня 1978 року — голова Президії Верховної ради Киргизької РСР.
У 1952—1953 роках — слухач однорічних Курсів перепідготовки при ЦК ВКП(б) (КПРС).
1961 року закінчив заочно Вищу партійну школу при ЦК КПРС.
З серпня 1978 року — персональний пенсіонер союзного значення в місті Фрунзе.

## Нагороди і звання
- Герой Киргизької Республіки з врученням особливого знака «Ак-Шумкар» (28.08.2019, посмертно) — за видатні особисті заслуги перед державою і народом Киргизстану, патріотизм і безмежну відданість батьківщині
- п'ять орденів Леніна (31.01.1941,)
- орден Жовтневої Революції
- чотири ордени Трудового Червоного Прапора (9.01.1968,)
- медаль «За трудову доблесть»
- медаль «За доблесну працю у Великій Вітчизняній війні 1941—1945 рр.»
- медалі